# Cisiec
Cisiec (prononciation : [ˈt͡ɕiɕɛt͡s]) est une localité polonaise de la gmina de Węgierska Górka, située dans le powiat de Żywiec en voïvodie de Silésie.